# 月は無慈悲な夜の女王 (曲)
「月は無慈悲な夜の女王」（"The Moon Is a Harsh Mistress"、時に "The Moon's a Harsh Mistress" とも）は、アメリカのソングライター、ジミー・ウェッブによる曲。
シングルではチャートインしたことがないが、何度もレコーディングされるスタンダード・ナンバーとなった。ウェッブは曲のタイトルを1966年のロバート・A・ハインラインのSF小説『月は無慈悲な夜の女王』からとった。この曲は特に自身の引退ツアーで演奏したグレン・キャンベルや、ジュディ・コリンズ、リンダ・ロンシュタット、そして、1974年にこの曲を最初にレコーディングしたジョー・コッカーと結び付けられている。
たいていの場合、ト長調（から変ロ長調）で歌われている。曲の構成は7行のヴァースと2行のコーダからなる。最初の2つのヴァースはAABACDCの押韻構成となっている。第3ヴァースでは3音半（ト長調から変ロ長調）の転調が行われ、韻律もABABCDCに変化し、続くコーダの韻律はDCの繰り返しである。曲の調子は4分の4拍子となっている。
2009年の「Penny Black Music」へのリサ・トーレム(Lisa Torem)によるインタビューで、ジミー・ウェッブはロバート・ハインラインの影響と曲のタイトルについて語っている：
ロバート・ハイラインは私の若い頃の導師のようなものでした。8歳の時に彼の本を読み始めました……公立学校でよりもサイエンス・フィクションから多くを学んだと考えています。レイ・ブラッドベリやアイザック・アシモフを読み、言語そのものの方言と、それが創作意欲にどのように用いられるのかを熱心に学びました。そんなことを知らないうちに作家から学んでいたのです……「月は無慈悲な夜の女王」は今まで聞いた中で最高のタイトルの一つです。しかし他の作家から何かを流用したら私は有罪になってしまう。この場合、私はロバート・A・ハインラインの弁護士と連絡を取りました。私は「『月は無慈悲な夜の女王』というタイトルの曲を作りたいのです。ハインラインさんに大丈夫かどうか聞いてもらえますか?」と言いました。彼らは電話をかけ直してきて、彼はそれに異議はないと言ったのです。

ジョー・コッカーが1974年に初めてレコーディングして以来、「月は無慈悲な夜の女王」はジュディ・コリンズ、リンダ・ロンシュタット、ジョーン・バエズといった女性歌手による伝統的な解釈から、グレン・キャンベルやマイケル・ファインスタインといった男性歌手によるバージョンまで幅広いアーティストたちによってレコーディングされている。ウェッブ自身は、最初は1977年の自身のアルバム『エル・ミラージュ』 (El Mirage)で、2回目は1996年の自身のアルバム『Ten Easy Pieces』で、最後はジョー・コッカーとのデュエットで2013年の自身のアルバム『スティル・ウィズイン・ザ・サウンド・オブ・マイ・ヴォイス』 (Still Within the Sound of My Voice)でと、この曲を3回レコーディングしている。
この曲は幅広いレンジのアーティストを引き付けており、その中には2011年にノルウェーのミュージシャンが投票した史上最高のノルウェーのアルバムに選ばれた、1982年のアルバム『フェアリーテイルズ』でこの曲をレコーディングしたノルウェー人歌手、ラドカ・トネフも含まれている。様々なインストゥルメンタル・バージョンもまた録音されており、その中にはグラミー賞の最優秀ジャズ・インストゥルメンタル・アルバム賞を受賞した1997年のチャーリー・ヘイデンとパット・メセニーのアルバム『ミズーリの空高く』 (Beyond the Missouri Sky (Short Stories))もある。 

## 録音されたバージョン
- ジョー・コッカー : 1974年のアルバム『ユー・アー・ソー・ビューティフル』 - I Can Stand a Little Rain[4] — 歌詞
- グレン・キャンベル : 1974年のアルバム『復活』 - Reunion: The Songs of Jimmy Webb[4]
- ジュディ・コリンズ : 1975年のアルバム『ジュディの宝物』 - Judith[4]
- ジーニー・ルイス : 1975年のアルバム Tears of Steel & the Clowning Calaveras[4]
- ジミー・ウェッブ : 1977年のアルバム『エル・ミラージュ』 - El Mirage[4]
- エリック・ネルソンとミッシェル・ピラー : 1979年のアルバム The Misfit
- ラドカ・トネフとスティーヴ・ドブロゴス : 1982年のアルバム『フェアリーテイルズ』 - Fairytales[4]
- リンダ・ロンシュタット : 1982年のアルバム『ゲット・グローサー』 - Get Closer[4]
- ジョーン・バエズ : 1987年のアルバム『リーセントリー』 - Recently[4]
- ジミー・ウェッブ : 1996年のアルバム Ten Easy Pieces[4]
- パット・メセニーとチャーリー・ヘイデン : 1997年のアルバム『ミズーリの空高く』 - Beyond The Missouri Sky[4]
- グラジーナ・アウグスチク : 2001年のアルバム The River (2001)[4]
- マイケル・ファインスタイン : 2003年のアルバム Only One Life: The Songs of Jimmy Webb [4]
- トーネ・ダムリ : 2005年のアルバム Bliss[4]
- カーリン・アリソン : 2006年のアルバム Wild for You[4]
- アルバート・リー 2006年のアルバム : Road Runner[4]
- アレクサンドラ&ザ・ベルジャン・スウィーツ : 2008年のアルバム Island Girl[4]
- モーリン・マクガヴァン : 2008年のアルバム A Long and Winding Road[4]
- ケルティック・ウーマン (リサ・ケリーによるソロ) : 2010年のアルバム Celtic Woman: Songs from the Heart[4]
- ニック・ヘイウッド・カルテット : 2010年のアルバム 1234
- ニルス・ラングレン : 2011年のアルバム The Moon, the Stars, and You[4]
- セリア・ネルゴール : 2012年のアルバム Unclouded[5]
- ジョシュ・グローバン : 2013年のアルバム『オール・ザット・エコーズ』 - All That Echoes[4]
- ジミー・ウェッブとジョー・コッカー : 2013年のアルバム『スティル・ウィズイン・ザ・サウンド・オブ・マイ・ヴォイス』 - Still Within the Sound of My Voice
- リタ・マルコチュリ&ルチアーノ・ビオンディーニ : 2014年のアルバム La strada invisibile[4]
- ジョン・ホレンベック : 2020年のアルバム Songs I Like a Lot